# 长春新区
长春新区是位于中国吉林省长春市的一个国家级新区，于2016年2月3日正式设立。

## 历史
2016年2月3日，经国务院批复，长春新区依托长春高新技术产业开发区正式设立。2016年5月9日，吉林省人民政府决定成立长春新区党工委和长春新区管委会分别为中共吉林省委、吉林省人民政府的派出机构，委托长春市人民政府管理。2016年5月，长春高新技术产业开发区独立设置北湖科技开发区管理委员会，代管北湖街道、奋进乡。 2016年8月8日，中共长春市委、长春市人民政府发出《关于支持长春新区创新发展的实施意见》，决定长春新区代管长春高新技术产业开发区，直管长春空港经济开发区、长德经济开发区、长春北湖科技开发区。2016年10月8日，吉林省人民政府批复《长春新区发展总体规划（2016-2030）》。2018年12月，长春高新技术产业开发区人民法院更名为长春新区人民法院。

## 整体规划
长春新区位于吉林省长春市的东北侧，包括朝阳区、宽城区、二道区及九台区部分区域。其管辖面积428平方公里，下辖1个乡、7个街道、39个行政村、50个社区，常住人口约56万人。该新区包括：
- 长春高新区（国家级高新区，区划属朝阳区）：
  - 硅谷街道、双德街道、飞跃街道、超越街道。
- 长春北湖科技开发区（省级开发区，区划属宽城区）：
  - 北湖街道、奋进乡。
- 长春空港经济开发区（省级开发区，区划属九台区）：
  - 兴港街道、西营城街道。
- 长德经济开发区（中韩（长春）国际合作示范区，区划属宽城区管辖）：
  - 长德街道。

## 财政管理
长春新区实行"两级财政、三级管理"的财政管理体制，即新区与各开发区分别建立一级财政并设立国家金库，各开发区国家金库对接长春新区国家金库，由各开发区财政代管所辖乡街财政。